# Fortificació de Boí
La Fortificació de Boí és un monument del municipi de la Vall de Boí declarat bé cultural d'interès nacional.

## Descripció
De l'antic recinte emmurallat de Boi resten visibles el portal que donava a l'antic camí de Caldes (actualment sobre la plaça de l'Església), la torre de l'angle Nord-est, part de la torre Est i indicis de la cantonada Sud-est, trams del pany de muralla entre elles i un tram en forma de L, separat de la resta, entre els dos turons sobre els que, en part, es recolza la població. Apareixen indicis de pany de muralla en un tram del carrer del mateix nom i a la façana Sud de les cases Rosa i Marco. Aquestes restes estan parcialment tapades per construccions com la Casa Torres (que ocupa també l'interior de la torre, havent-hi fet diverses obertures) i les cases Correies, Tomeva i Rosa. Al tram aïllat hi ha espitlleres.
Tota la vall de Boí resta integrada en el municipi de Barruera, el qual comprèn els pobles de Durro, Boí, Taüll, Cardet, Coll i Erill-la-Vall, ultra el de Barruera. Boí tingué un castell medieval; en romanen restes. Devers el 1381, Boí comptava amb 12 focs, i tenia per senyor el noble Arnau d'Erill. El poble conserva alguns elements de l'antiga fortificació: restes de torres i de muralla, un portal... Aquesta torre, de planta quadrangular, mostra filades i carreuatge irregulars, i sens dubte manca del coronament que tindria.
Els murs són de carreus de pedra del país, reblats i disposats irregularment.
El Portal de la Muralla és un portal d'accés al nucli antic del poble de Boí afegit a dos habitatges. L'arcada és de mig punt i volta de canó apuntada a l'interior. Dona a un pati estret que a la dreta té una casa amb dos arcs de mig punt; per la qual, mitjançant un pas per dessota de la casa, s'arriba la resta del centre històric. Els murs són de carreus de pedra del país, reblats i disposats irregularment.

## Història
La "villa de Bogin" és anomenada el 1064, en un conveni fet entre els comtes del Pallars (el Sobirà i el Jussà). L'any 1079 els homes de "Bugino" prestaren jurament de fidelitat al comte Ramon IV del Pallars. Amb posterioritat, i al llarg de diversos segles, predominà ací la senyoria dels Erill; al s.XVII, figuren aquestes terres com "del Comte d'Erill". Romangueren en aquesta mateixa propietat fins a l'extinció dels senyorius (s. XIX).
La Torre de la Muralla forma part del recinte emmurallat reconstruït al segle xiii després de la seva destrucció. Actualment, a causa de les successives reformes que ha sofert el lloc, aquests murs gairebé han desaparegut, i la torre resta sola, flanquejada per edificacions més modernes.